# 海闊天空 (Beyond歌曲)
《海闊天空》是香港搖滾樂隊Beyond的歌曲之一，於1993年創作，收錄於《樂與怒》大碟，作曲、作詞及主音均為樂隊主唱黃家駒。歌曲以追求音樂夢想為主題，也滲入了Beyond成立10年的感情。
Beyond同時亦錄製了日文版的單曲《遙かなる夢に～Far away～》。此曲製作完成後不足2個月，黃家駒於日本意外身故，成為其絕響作。及後見於籌款節目、示威活動等多種場合，至今仍在香港及華人地區保持極高知名度。
2017年，香港電台舉辦「摯愛20真經典」票選，此曲入選華語金曲十大，也是十首金曲之中年資最淺的一首（1993年）。。
2022年4月12日，YouTube官方MV點擊次數超過1億人次，成為全球第一首YouTube點擊次數突破1億人次的粤语歌曲。

## 創作
《海闊天空》於1993年創作，由Beyond主音及節奏結他手黃家駒親自作曲、填詞及主唱，但其他成員亦有在填詞上給予意見。黃家駒弟弟、亦為Beyond低音結他手的黃家強在香港電台《不死傳奇》的節目中透露，黃家駒在編寫《海闊天空》時，曾把歌詞其中一句定為「也會怕有一天會跌倒 Oh yeah」，但黃家強認為不合邏輯，因為跌倒的人是不會說「Oh yeah」，於是修改為「Oh no」，沒料到黃家駒竟在編完此曲後不足2個月意外跌死。
此曲收錄於《樂與怒》大碟，是該大碟的主打歌曲。

## 意義
《海闊天空》以追求音樂夢想為主題，抒發受到挫折、動搖甚至要背棄理想的感慨。當時Beyond受到香港的唱片公司限制，無法真正自由創作，需要唱作迎合香港市場的音樂，如《真的愛妳》；加上當時需要參與大量與音樂無關的綜藝娛樂節目及籌款節目，綜藝娛樂節目也是Beyond成員最討厭參與（《俾面派對》正是代表作），導致他們對香港樂壇失望，決定遠走日本發展。但在日本也飽受挫折，除了環境全然陌生外，他們同樣需出席與音樂無關的綜藝娛樂節目，令Beyond感到非常無奈，黃家駒因而把這種無奈寫成此曲。由於1993年正值樂隊成立10周年，此曲也滲入了Beyond組樂隊10年的複雜感情，因此黃家強在香港電台節目《不死傳奇》中透露，黃家駒客死異鄉後，需要黃家強來主唱《海闊天空》時，他其實不太想主唱此曲。

## 影響

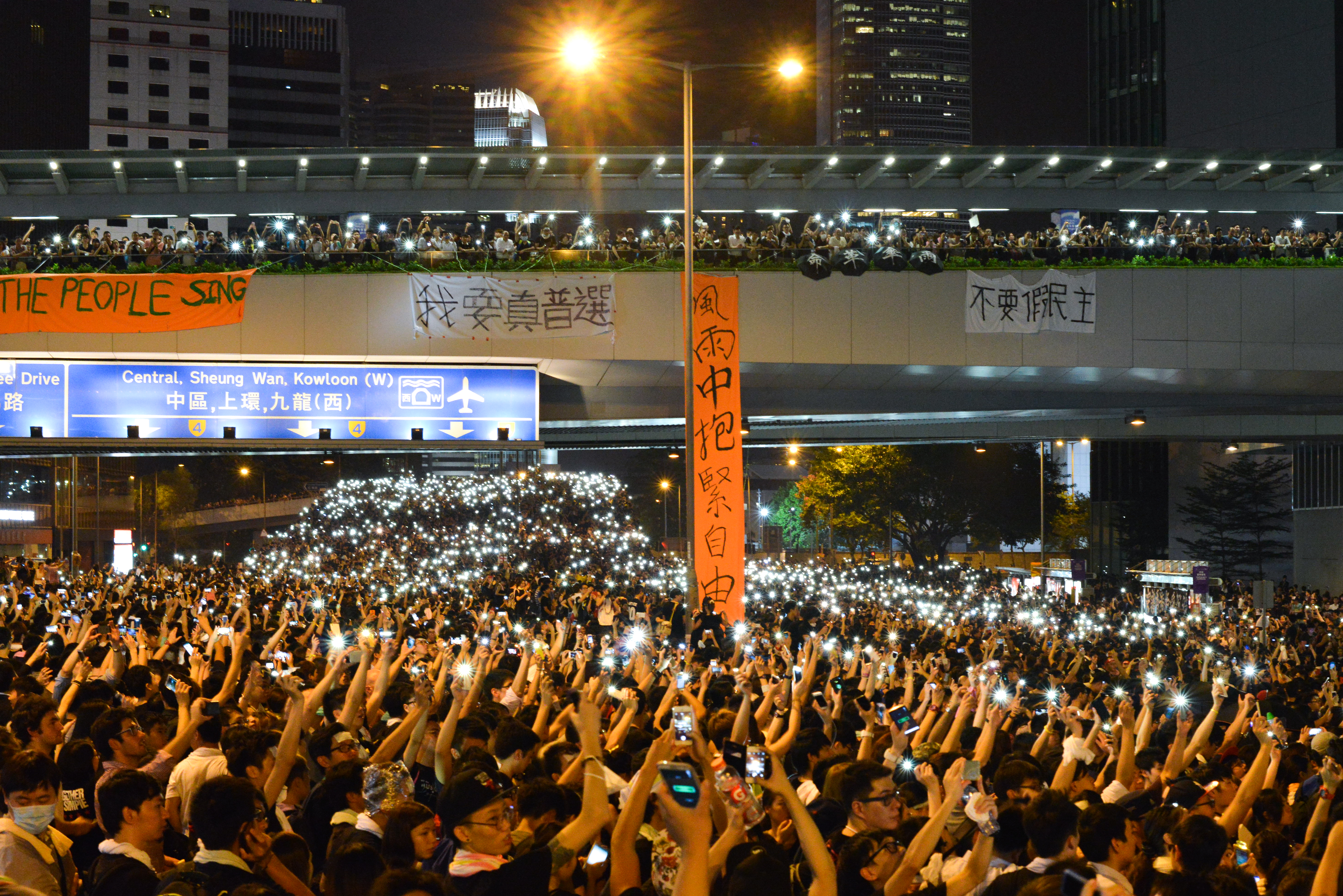
2014年雨傘運動期間，群眾揮動手機唱《海闊天空》的情景。

完成《海闊天空》後不足2個月，黃家駒便在日本因錄製綜藝娛樂節目而發生意外跌死，客死異鄉，令此曲除了是《樂與怒》主打歌，更同時成為Beyond最後一首由黃家駒擔任主音並錄製的派台作品。由於《海闊天空》變成黃家駒的絕響，此曲隨即轟動全港，成為Beyond代表作之一。《海闊天空》的MV是影片分享網站YouTube上觀看次數最多的粵語音樂影片。
15年後，在2008年5月，四川發生8級汶川大地震，造成毀滅性破壞及災難性傷亡。香港演藝人協會選用《海闊天空》作為了中國版的《We Are the World》，劉德華為這首歌譜寫了國語版，取名《承諾》，並於「演藝界512關愛行動」由兩岸三地群星演唱，作為籌款賑災的主題曲之用。而《海闊天空》亦在2000年被香港寬頻「生有限．活無限」電視廣告用作廣告歌。
踏入2010年代，《海闊天空》與其他Beyond代表作（例如《真的愛你》、《Amani》、《光輝歲月 (專輯)》、《大地》、《長城》）家傳戶曉，而此曲更經常在香港大型示威活動中播放，或由示威者高唱。七一大遊行及「和平佔中」（連同及後演變成的「雨傘運動」）均恆常播放此曲2015年10月3日晚上8時，多名樂手在港鐵大圍站即興合奏，以風笛、手風琴、結他及二胡等中西樂器大合奏合唱《海闊天空》，不滿港鐵對水貨客寬容，卻嚴禁乘客攜帶大型樂器上車。2019–2020年反修例風波中，示威者亦有高唱此歌曲，世界各地華人於集会活動中亦有播放《海闊天空》，在香港社會運動中與《願榮光歸香港》、《為自由》、《撐起雨傘》等歌曲同樣佔有非常重要的地位。
此曲對社會運動的影響並不局限於香港。在2010年廣州撐粵語行動、2014年澳門反離補大遊行和2015年馬來西亞净选盟4.0集会期間，示威者亦有歌唱此曲。2022年白紙運動中，亦有广州的示威者高唱此曲以及《光辉岁月》表达对当局的不满。
事隔多年，亦有不同歌手創作向此曲與Beyond致意的樂曲。林海峰於2016年推出向黃家駒致敬的歌曲《今天我》（曲：何秉舜；詞：黃家駒、黃偉文、林若寧、Supper Moment、林海峰），作品以《海闊天空》第一句歌詞為歌名。馬來西亞歌手黃明志與內地歌手富九在2020年推出國語版《我們的海闊天空》，黃明志接受訪問時表示曾考慮錄製粵語版，但與Beyond三子之一的黃貫中交換意見後，認為粵語原版的《海闊天空》早已深入民心。此外黃家駒前女友潘先麗在2023年推出《您這故事》（曲：黃家駒；詞：關栩溢），向黃家駒致意。

## 排行榜
| 上榜年 | 叱咤903 | RTHK | 新城997 | TVB勁歌金榜 |
| ------ | ------- | ---- | ------- | ----------- |
| 1993   | 7       | 3    | -       | -           |

## 獎項
- 1993年度十大中文金曲頒獎典禮：「十大中文金曲」
- 1993年度叱咤樂壇流行榜頒獎典禮：「叱咤樂壇我最喜愛的本地創作歌曲大獎」
- 2010年華語金曲獎30年經典評選：「30年30歌」
- 2017年，文化信息周刊《Time Out》評選廿大經典粵語流行曲，《海闊天空》排行第一[17]。